# ゼルダの伝説 ティアーズ オブ ザ キングダム

海外版のロゴ

『ゼルダの伝説 ティアーズ オブ ザ キングダム』（ゼルダのでんせつ ティアーズ オブ ザ キングダム、英題 :The Legend of Zelda: Tears of the Kingdom）は、2023年5月12日に任天堂より発売されたNintendo Switch用のオープンワールドアクションアドベンチャーゲーム。キャッチコピーは「翔ける、創る、紡ぐ。果てなき冒険は、大空へ広がる。」。
本作は2017年3月3日に発売された『ゼルダの伝説 ブレス オブ ザ ワイルド』の続編である。
またシリーズ初となる全世界同時発売となった。

## 概要
本作は前作のエンディングからしばらく経った後のハイラル王国が舞台であり、前作からフィールドやキャラクターなど多くを継承している。その一方、操作キャラクターであるリンクの使える能力は一新され、フィールドにも空島や洞窟などが追加されるなど、前作から変化した点や追加された点も多くある。また本作は「手と手」が大きなテーマとなっており、リンクの使う能力はすべて手から発せられ、ストーリーでも重要な役割を果たしている。
発売から3日間で売上1000万本を突破し、それまで最速の売り上げだった『大乱闘スマッシュブラザーズ SPECIAL』の記録を更新した。これにより、「最も早く売れた任天堂ゲーム」として本作がギネス世界記録に認定された。
2023年8月15日、日本の内閣府が発表した同年4月から6月期の国内総生産（GDP）の速報値において、衣服や娯楽商品などの「半耐久財」が前期比と比べて2.8%増と伸びた。この理由について、内閣府の担当者は毎日新聞の取材に対し、「ゲームソフトの新しいものが発売されたのが一因」としており、同新聞は統計期間と重なっている本ゲームの爆発的ヒットが国の経済指標にも反映された可能性があると分析している。

## ストーリー
前作での厄災ガノン討伐から数年後、ハイラル王国は復興の道を歩み始めていた。リンクとゼルダはハイラル城の地下で突如発生した「瘴気」の調査に向かい、そこでかつて栄えたとされるゾナウ文明の遺構を発見する。さらに奥へ進むとミイラと化したガノンドロフが謎の右手に封印されていた。直後、封印が解けたガノンドロフが瘴気を放ち、瘴気がゼルダへ向かうもリンクがマスターソードでそれを阻止、瘴気に触れたマスターソードは朽ちリンクの右腕は蝕まれてしまう。その後ガノンドロフはハイラル城を空高く持ち上げ、それにより発生した地割れにリンクとゼルダは落下、ゼルダは封印が解けた際に拾い上げた謎の秘石とともに突然の輝きの中へ姿を消し、リンクは謎の右手に引き上げられたところで辺りが光に包まれる。
リンクが目を覚ますとそこは上空に現れた空島であり、また瘴気に蝕まれた右腕の代わりに謎の右手が付いていた。その右手の主である初代ハイラル国王・ラウルの魂に導かれ、島内の祠を回り右手の本来の力を取り戻す。その後リンクは不思議な光に導かれるまま朽ちたマスターソードを光の中へ預けると、ゼルダを探し出し世界を再び救うべくハイラルの大地へと飛び降りる。
ハイラルの大地ではハイラル城の浮上と共に空に浮かぶ無数の島が確認され、謎の遺跡群が降り注ぐようになっていた。また各地に地底へと続く深穴ができ、そこから瘴気が噴き出すようにもなっていた。これらの「天変地異」が起こるなか大地に降り立ったリンクは監視砦に向かい、そこでゼルダとリンクの捜索を指揮していたプルアと出会う。リンクはゼルダの姿が消える直前の記憶を頼りにハイラル城へ向かい捜索隊と合流、そこへゼルダと思しき人物が現れるもすぐに姿を消してしまう。
リンクは異変の調査とゼルダの捜索のために各地を巡り、その過程でリト族のチューリ、ゾーラ族のシド、ゲルド族のルージュ、ゴロン族のユン坊の4人の助けを借りる。そして各地の神殿を占拠して異変を引き起こしていた魔物を倒し、秘石を手にした4人は賢者として覚醒する。その間にはゼルダと思しき人物がたびたび目撃されるが、後にそれがガノンドロフにより創られた偽物であることが判明し、ハイラル城でリンクと仲間たちによって倒される。その後ゾナウ文明の遺跡から賢者は5人存在したことが明らかとなる。リンクは5人目の賢者を探し求め、ラウルの姉であるミネルの魂と遭遇する。
冒険を進める中で、リンクはゼルダの体験した記憶を垣間見る。ゼルダは秘石とともに遠い昔の建国間もないハイラルへと飛ばされ、国王・ラウルと王妃・ソニアに出会う。ゼルダは未来へ戻る方法を探すため秘石の扱いを学びながら彼らとともに過ごすようになり、そこで悠久の時を生きられるようになるが同時に自我を失ってしまうという禁術の存在を知る。そんな中、力を渇望するゲルド族の首領・ガノンドロフがソニアから奪った秘石の力で魔王へと変貌し世界を侵略してしまう。これに対しラウルはゼルダとミネル、それに4人の賢者の手を借りて魔王ガノンドロフに挑むも、その圧倒的な力を前に討伐を断念、ラウルは自らを犠牲にガノンドロフを封印した。その後ゼルダは秘石の力により未来から渡ってきた朽ちたマスターソードを受け取ると、自身がこの時代へ来た意味を悟る。魔王討伐の唯一の手段であるマスターソードを未来のリンクに託すため、二度と自我が戻らないことへの覚悟を決めたゼルダは秘石を呑み込んで白龍に変身し、悠久の時をかけて己の力をマスターソードに注ぎ続けることで剣の修復と強化を施していた。
リンクは白龍へと姿を変えたゼルダからマスターソードを引き抜き、ハイラル城の地底最深部にいるガノンドロフの元へ向かう。そこでリンクは5人の賢者と共にガノンドロフの軍勢と戦い、その後、ガノンドロフと戦闘を繰り広げる。敗北寸前のガノンドロフは勝利のために自我を捨てて秘石を呑み込み黒龍に変身するが、リンクは白龍とともに黒龍を撃破する。戦いの後、リンクの右腕は元通りになり、ゼルダは本来の姿に戻る。
それからしばらくして、空島に集まったゼルダと仲間たちの前でミネルは別れを告げ消滅する。仲間たちはゼルダを支えることを誓い、ゼルダはハイラルの安寧を守る決意を新たにする。

## ゲームシステム
基本的なシステムは前作と概ね同様となっているが、今作では瘴気に覆われた足場に留まったり、瘴気を纏った敵の攻撃を受けると体力の最大値が減少し、割れたハートで表現される。減少した体力の最大値は特定の素材を使用した料理を食べることで回復するほか、地上に出る、破魔の根の下にいるなどしても回復することができる。
また、扇風機などの「ゾナウギア」を動かすための「バッテリー」という概念が新たに追加された。このゲージは電池のような形をしており、ゾナウギアを使わなければ自動で回復する。「ゾナウエネルギーの結晶」100個につき1個（1/3本）のバッテリーを製造でき、最大48個（8本×2周）まで増やすことができる。

### リンクの能力
前作『ゼルダの伝説 ブレス オブ ザ ワイルド』から一新されたリンクの能力が登場。本作ではブループリントを除く能力が序盤で使用可能になる。
これらの能力はフィールド上に点在している物体や、リンクが所持するアイテム、ゾナウギアなどのオブジェクトを組み合わせたり干渉することができるもので構成されている。本作での謎解きはこれらを駆使することが多いが、その大部分に対しては複数の解法が用意されているなど柔軟な遊び方が可能な設計がなされている。
ウルトラハンド
フィールドに始めから存在するものや、リンクが持ち込んだりして置いた物、敵が落としたもの、一部が地形に固定された設置物などの様々なオブジェクトを指定して、リンクの現在地から一定距離までオブジェクトを空中へ持ち上げることができ、オブジェクトを3軸に沿って回転させたり、そのままリンクの移動に連動してより遠く高いところへ持ち運ぶことができる。
また、ウルトラハンドで指定できるオブジェクト同士を接着（緑色の接着点で接着位置が判別可能）させたり、引き剥がしたりすることもできる。接着された結合オブジェクトは無理な強い力がかからない限り簡単には脱落せず、結合オブジェクト同士で最大20個まで連結することができる。
本作の謎解きにおいて多用される基礎能力で、欠損している可動物の部品を接着して利用可能にしたり、一から自由に部品を組み合わせて、乗り物や攻撃装置などを作ることも可能。
スクラビルド
身に着けている武器や盾に、フィールドに落ちている箱や岩などの物や、手持ちのアイテム・武器などを素材として合成し、新しい装備を作り出すことができる能力。イワロックの心岩など、そのまま手持ちのアイテムとして回収できないドロップアイテムもスクラビルドの素材として活用することが可能。
合成装備は手持ちアイテムとして保有でき、1つのオブジェクト(結合オブジェクトではない単体のオブジェクト)としてフィールドに置くことができる。
弓を構えた際に矢に素材をつけて飛ばすこともできる。素材によっては追尾能力を与えることも可能。
武器や盾は単純に攻撃力や使用限界の耐久力が上がる他、組み合わせに使用した素材の性質を活用することができる。武器の場合、それによって武器種が変化する場合がある。盾の場合は、盾サーフィンの際にも素材を活用できる。
武器や盾に合成した素材は任意に外すことも可能だが、その場合取り外した素材は消失する（有償で双方の素材を保持したまま取り外してくれる店が某所にある）。
モドレコ
指定したオブジェクトの移動を逆再生（一定時間分の記録されたベクトルを逆にする）することができる能力。逆再生の途中で能力を切る（ベクトルを0にして移動停止・落下させる）ことも可能。モドレコ実行前の対象選択中の操作では視点移動しかできない代わりに、周囲の時間が停止する。
ウルトラハンドなど自分で動かした物を指定して任意の移動手段としても活用できるほか、うまく利用することで敵にダメージを与えることも可能。
トーレルーフ
頭上にあるオブジェクトや地形（地層）を突き抜け、その上に移動できる能力。発動の際は一定以下の高さであることが条件となる。
また、上半身だけ露出させて移動先の周囲を偵察することもできる上、この間は時間が停止しているため、敵などに察知・攻撃されることはない。下から上への一方通行であり、下へは移動できないが、偵察時までは、キャンセルして元の地点に引き返すことは可能。なお、移動先は通常の地面とは限らない（例えば底なし沼の場合、移動完了直後溺れるが、偵察時は影響を受けないので、引き返すことが可能）。
無機質な敵も上記の条件を満たしていれば、移動に利用することができる。
ブループリント
あらかじめウルトラハンドで接着して組み立てたことがあるものや、入手した石板の設計図に記載されているものと同じオブジェクトを、同じ材料やゾナニウムを使い瞬時に再現する能力。
ウルトラハンドで組み立てたものは、直近の履歴からある程度さかのぼって参照することができ、お気に入りに登録して保存することもできる。
発動の際は頭上に完成予定のオブジェクトが表示され、一定周囲にその材料があれば完成予定図に引き寄せられ、発動を解除するとそれらを全て自動で接着する。材料が足りない場合は、ゾナニウムを消費することで不足分の材料とまったく同じ性質（元の材料の性質やゾナウギアの機構など）のものを製作して再現する。再現材料は緑色のオブジェクトとなっており、ある程度まで接着を外すこともできるが、再現材料は接合されていないパーツ単体になると消滅する。

## 登場人物

### 主要人物
リンク
声 - 高梨謙吾
本作の主人公。数年前に目を覚まし、厄災ガノンを討伐した英傑。今作ではゼルダと共にハイラル城地下で瘴気の原因を調査中、復活したガノンドロフによって右腕とマスターソードを蝕まれしまい、右手がラウルの腕に置き換えられている。その右手の力を駆使してハイラルの異変を調査するため、また行方不明となったゼルダを探すため冒険を繰り広げる。今作ではゼルダと共にハイラルを救った英傑として多くの人々に認知されている。
ゼルダ
声 - 嶋村侑
百数年前に滅びたハイラル王国の姫。数年前にリンクの手により救い出され厄災を封印する。聡明で好奇心旺盛。ハイラル城の地下で瘴気を調査中にガノンドロフの覚醒に遭遇し、消息不明となる。
ガノンドロフ
声 - 高口公介
本作で天変地異を起こした張本人。100年に一度生まれるゲルド族の男であり、ラウルたちと同じハイラル建国時代の人物。
ハイラル王国侵略を企み、一度はラウルたちに恭順の意思を見せるが謀略の末にソニア王妃を殺害して彼女の秘石を奪い、魔物たちの長・魔王と化しハイラル全土の侵略を開始した。その後の封印戦争でラウルの捨て身の行動によって魔力を抜き取られ封印されていたが、前作において封印の要であったハイラル城が厄災ガノンによって損傷したことで封印が弱まり、瘴気が漏れ出したことで調査に来たゼルダとリンクの目の前で覚醒する。リンクとゼルダを退けた後は、魔力が戻るまでの間身をひそめることに。
マスターワークスによれば、厄災ガノンは封印されていたガノンドロフの怨念が実体化した存在とのこと。封印の要となるハイラル城を破壊しようとしていた。ガノンドロフが現代に復活したのも、100年前の厄災復活でハイラル城が損傷したからである。
またガノンドロフが魔物を生み出すシーンがあるが、これは古から存在している“邪”にガノンドロフが闇の力を注ぐことで魔物の誕生を促し、支配もしているという。
ラウル
声 - 各務立基
ガノンドロフを封印していた右腕の元の持ち主であるゾナウ族の男性でハイラル王国の初代国王。光の力を持つ。かつて封印戦争において、自身の命を犠牲にしてガノンドロフを封印した。そのため、すでに故人となっているが、魂となってリンクに右腕を提供し、その力を取り戻すのに協力する。
ソニア
声 - 甲斐田裕子
ラウルの妻でハイラル王国初代王妃。ハイリア人の巫女でゼルダの遠い先祖であることが示唆されている。時を操る力を持つ。夫のラウルにも物怖じせず意見を言ったり公務を抜け出し狩りをしていたラウルを連れ戻すなど聡明かつ芯の強い女性。ガノンドロフの策略により殺害され秘石を奪われてしまう。
太古にしか存在しないキャラクターのためそれまで公式にはゲーム中の人物名鑑やイラストが存在せず、設定画などの詳細はマスターワークスで明かされることとなった。
ミネル
声 - 野中民美代
初代ハイラル王ラウルの姉であるゾナウ族。魂の賢者。封印戦争で体を瘴気に犯され、プルアパッドに魂を移していた。リンクと共に組み上げたゴーレムを依代にして復活し、リンクに同行する。

### ハイリア人・シーカー族
インパ
声 - 津田匠子
前作ではカカリコ村の長で、本作では跡目を孫娘のパーヤに譲っている。ハイラル城の異変と同時期に世界各地に現れた地上絵にゼルダの消息の手がかりがあると睨み各地を回る旅に出る。
パーヤ
カカリコ村の現村長。インパから突如譲られた村長という立場に戸惑いつつも祖母譲りの器量を見せ始めており、カカリコ村に落下したゾナウ族の遺跡にいち早く注目し、調査を進めると共に観光名所としても活用する。
コーガ様
声 - 宮崎敦吉
イーガ団の頭目。前作の物語でゲルド地方の問題解決の過程でリンクと戦い、地底に落とされた。本作では魔王ガノンドロフの力となるべく、ゾナウ族の技術を調査している。
プルア
声 - 渋谷彩乃
シーカー族の研究者。本作では大人の姿になっている。監視砦のリーダーを務め、ゼルダ捜索やゾナウ遺跡の調査、天変地異の調査など多くの事件を統括している。
ロベリー
シーカー族の研究者。プルアパッドの製造に技術面から活躍した。
ジョシュア
シーカー族の研究者。幼いながらも地底調査の責任者を任される。
タウロ
ゾナウ調査隊のリーダーを務める男性。ウオトリー村出身。各地に出現したゾナウ遺跡を調査しており、ゾナウ文明の文字を解読できる。現在はワッカ遺跡調査のためにカカリコ村に滞在している。
エノキダ
サクラダより工務店を引継ぎ、エノキダ工務店の社長を勤めている。イチカラ村の本社を拠点に各地に人員と資材を派遣し、監視砦や鳥望台の建設を始めとしたハイラル復興の担い手になっている。

### リト族
チューリ
声 - 森夏姫
リト族の少年戦士。前作でのリンクの協力者だったテバの息子。幼いながらも高い飛行能力を持ち、追い風を起こす能力を持つ。若さゆえの独断専行が目立ったが、仲間と協力することの大切さを知り、吹雪の原因調査のためリンクに同行する。
テバ
前作でリンクと共に神獣ヴァ・メドーに立ち向かったリト族の戦士。今作では族長になっており、大寒波に見舞われた村の対応に追われている。

### ゴロン族
ユン坊
声 - 小堀幸
ゴロン族の若者。本作では新たな鉱石採掘会社「ユン組」の社長を務めている。炎を纏い突撃する能力を持つ。ゼルダ(に化けていたファントムガノン)によって仮面をかぶせられ正気を失い、民を堕落させる「おいし岩」を蔓延させていた。リンクによって正気に戻された後は「おいし岩」をもたらした人物の調査に協力する。
ブルドー
ゴロン族の族長。採掘会社はユン坊に譲る形で引退している。高齢であることからおいし岩の蔓延を免れており、豹変してしまったユン坊と若者たちに頭を悩ませている。

### ゾーラ族
シド
声 - 大西弘祐
ゾーラ族の王子。水を操る能力を持ち、空から落ちてくるヘドロから里を守っている。かつて姉のミファーを失った過去から大切な人を失うことを恐れており里を離れることができずにいたが、ヨナに叱咤激励されたことで奮起し、ラネール地方のヘドロの原因調査のため協力する。事件解決後は正式に王位を継承する。
ヨナ
ゾーラ族の女性でシドの許嫁。シドよりも少し年上。ゾーラの里とは別の部族の王族でシドとは幼い頃からの幼馴染でもある。天変地異に見舞われたゾーラの里で負傷者の治療を行うなど献身的な女性。事件解決後はシドと婚約し王妃となる。

### ゲルド族
ルージュ
声 - 櫻庭有紗
ゲルド族の族長。雷を落とす能力を持つ。前作よりも身体的、精神的にも成長しており、街を襲った砂嵐とギブドに対抗すべく一族の先頭に立って行動している。砂漠における砂嵐とギブドの脅威から街を守るべくリンクに協力する。

## モンスター
今作で登場するモンスターは魔物と称されており、前作で登場したモンスターはガーディアンなどを除けばすべて登場している。そして過去作からライクライクやギブドなどが再登場したほか、新たにボスボコブリンやホラブリンが登場している。これらのモンスターは倒すと各種の素材を落とすが、その中で角や牙などは武器にスクラビルドすると攻撃力を高めることができる。
ボスボコブリン
巨大な体を持つ魔物で、複数のボコブリンを連れて各地を徘徊している。
ホラブリン
主に洞窟内で生息する魔物で、天井や壁を自由自在に動き回る。
ライクライク
主に洞窟の壁など暗い場所で生息する軟体の魔物で、近づくと大きな口を開けて、身体を伸ばして飲み込もうとする。本作では過去作と違い、地形に根ざしているワーム状の生物となっており移動はしないが、属性を持ったブレス攻撃を行う「ファイアライク」、「アイスライク」、「エレキライク」や、岩の体を持ち、岩を吐きだして攻撃してくる「ロックライク」といった遠距離攻撃を持つ亜種も存在する。総じて口の中にある胃が弱点。
デグボグ
各地の森林に生息する魔物で、樹木の姿に擬態している。近づくと正体を現し、自身の体を叩きつけて攻撃してくる。通常の樹木と同じく斧系の武器や炎に弱い。
カックーダ
各地の空を飛び回る飛行型の魔物。空中での突進の他、強靭な足で魔物などを掴んで軽々と飛ぶことができる。
ギブド
砂塵と共に現れたミイラ型の魔物で、硬い外皮を持ち物理攻撃に強い耐性を持つが属性攻撃を受けると一時的に体が脆くなる性質を持つ。基本的には緩慢な動きで移動するが、中には四つ這いで高速移動するギブドも存在する。
モスギブド
蛾のような羽を生やし空中を舞うギブド。毒ガスを吐いて攻撃してくる。
コガーマ
地底に生息するカエル型の魔物で群れで行動する。アカリバナが好物で設置すると群がるように集まり食べてしまう。
兵隊ゴーレム
ゾナウ族により作り出された警備用ゴーレムで、リンクや魔物を含め敵とみなした存在を排除しようとする。上手く誘導すると魔物と戦わせることもできる。さらに強い中等兵隊ゴーレム、上等兵隊ゴーレム、特等兵隊ゴーレムも存在する。
隊長ゴーレム
ゾナウ族により作り出された兵隊ゴーレムの上位種で、付近にある素材から「スクラビルド」で武器を強化する能力を持つ。さらに強い中等隊長ゴーレム、上等隊長ゴーレム、特等隊長ゴーレムも存在する。
特務隊長ゴーレム
隊長ゴーレムの特殊個体。アクションを教えられる祠にのみ出現する。

### 大型モンスター
各地に生息する、二つ名を持った強力なモンスター。前作に登場したイワロック・ヒノックス・モルドラジークの3種に加え、以下の敵が追加されている。
イエロック
体の上にボコブリンの乗る拠点が作られたイワロック。拠点の周囲にはネズミ返しが施されている。
グリオーク
各地に生息する、3つの首と巨大な体を持ったドラゴン型の魔物。3つの口からそれぞれ属性攻撃を放つ。火炎、氷雪、雷電の3種が存在し、高い体力と周囲を各属性に応じた天候に変えてしまうほどの強大な力を持つ。また3つの首がそれぞれ異なる属性をもったキンググリオークといった上位個体も存在する。
デグガーマ
地底の各地に生息する巨大なカエル型の魔物。その巨体によるプレスや突進の他、大きな口で飲み込もうとしてくる。背中にゾナニウムの鉱床を持っており弱点となっている。また、黒曜、白蒼の種類が存在する。
ブロックゴーレム
ゾナウ族により空島や地底を守護すべく作られた、複数のブロックからなるゴーレム。ゾナウエネルギーによって稼働しており、変幻自在に形を変えて外敵を排除しようとする。ひとつだけあるコアブロックが弱点。また他のゴーレムと同じように中等、上等が存在する。

### ボスモンスター
《デスマウンテン火口より現れし》イルバジア
デスマウンテン山頂の深穴から現れた瘴気岩でできた巨大な魔物。隆起した瘴気岩から3つの首が伸びており、岩を吐いて攻撃してくる。
《ミファー公園に現れし》ヘドロライク
ヘドロから生まれたライクライクの亜種。
《風の神殿に巣食う》フリザゲイラ
へブラ地方に吹雪を発生させていた元凶。ムカデのような大型の魔物。全身を氷で覆っており、風を自在に操る。体の各部にある氷膜が弱点。
《炎の神殿に巣食う》ボルドゴーマ
「おいし岩」の発生源でありゴロン族に蔓延させた元凶。岩石でできた四つ足と胴体の中心に単眼を持つ魔物。
《水の神殿に巣食う》オクタコス
ラネール大水源にヘドロを降らせていた元凶。タコのような姿をした小型の魔物。小柄ながら大量のヘドロを自在に操り、攻撃や防御に使用する。またヘドロから魔物を作り出すこともできる。
《雷の神殿に巣食う》クィンギブド
巨大な蛾のような姿をした魔物。その羽でゲルド砂漠に砂塵を引き起こしギブドを放った元凶。ギブドの女王個体であり、砂漠に巣を作る。固い外殻に覆われているが、ギブドと同様に属性攻撃を受けると体が白化し一時的に弱体化する性質がある。
《ハイラルに暗躍する魔王の幻影》ファントムガノン
ガノンドロフが自らの血肉から生み出した分身であり、瘴気を纏った魔物。ボスとして戦う個体と、各地を徘徊する瘴気に潜む大型モンスター扱いの個体の2種類が存在する。個体によって片手剣、薙刀、両手棍棒を扱う。
《魂の神殿に巣食う》奪われしゴーレム
ガノンドロフの手先により乗っ取られたミネルが作ったゴーレム。
《封印より蘇りし者》魔王ガノンドロフ
ハイラル城の地底深くに封印されていた、かつてハイラルを脅かした魔王。物語冒頭で封印が解かれ復活し、力を蓄えていた。ファントムガノンと同じく3種の武器を使用する。ジャスト回避や溜め攻撃などリンクと似通った戦法をとる。第一形態を倒すと秘石の力を解放し覚醒した姿の第二形態となる。
《龍化せし魔王》黒龍
追い詰められたガノンドロフが秘石を飲み込む禁呪により自我と肉体を捨て龍と化した存在。本作のラストボス。

## アイテム
今作ではアイテムを収納する「ポーチ」が防具・武器・弓矢・盾・素材・料理・ゾナウギア・大事なものに分類されている。その内武器・弓・盾には所持数に制限があるが、ボックリンにコログのミを渡すと最大所持数を増やすことができる。

### 大事なもの
プルアパッド
前作のシーカーストーンに似た機能をもつ機器。始まりの空島で執事ゴーレムに手渡される。
ウツシエ
風景を撮影し、記録することができる。
ワープマーカー
マーカーを置いた場所にワープすることができる。
コログのミ
世界各地にいるコログから入手できる。武器ポーチの拡張に使用することができる。
コログは地形に隠れているものを見つけたり、荷物運搬で立ち往生しているところを手伝う形式に分かれている。
ボックリンのミ
コログのミを1000個全て集めるとボックリンから入手できる。
ポゥ
地底をさまよっている霊体。デグポゥ、グランポゥの種類が存在する。特定アイテムの交換で使用する。
ゾナウエネルギーの結晶
バッテリーの拡張に使用することができる。大、特大のサイズがある。
バッテリー
ゾナウギア系のアイテムを動かすときに消費するエネルギー。
馬宿 ポイントカード
集めると馬宿の特典をもらえる。
馬宿 宿泊券
馬宿でふつうのベッドを利用できる宿泊券。
古びた地図
地底のレアアイテムの場所を示す。
マヨイの落とし物
洞窟内に隠れているマヨイを倒すことで入手できる。特定アイテムの交換で使用する。
祝福の光
祠をクリアすることで入手でき、4つ集めると女神像でハートの器かがんばりの器を一段階増やすことができる。
設計図の石板
ブループリントで使用でき、設計図の作成物を作成することができる設計図。
イーガ団の設計図
イーガ団の拠点で入手することができる。
土遁の術
武器を持たない状態でタメ攻撃を行える攻撃技。
パラセール
がんばりゲージを消費することで滞空や滑空が可能になる。
始まりの空島から地上に降り立って、メインチャレンジである「ハイラル城の異変」を進めることで監視砦にいるプルアから入手できる。
パラセールの生地
全部で37種類存在する。
闇を克服した証
地底にある破魔の根を全て解放することで入手でき、地底の全貌を見ることができ地底探索がしやすくなる。
盟約
メインチャレンジを達成することで獲得できる。使用することで対応した賢者をNPCとして呼び出し、戦闘に参加（複数可）させることができる他、それぞれの賢者が持つスキルを発動できる。
風の賢者チューリとの盟約
炎の賢者ユン坊との盟約
水の賢者シドとの盟約
雷の賢者ルージュとの盟約
魂の賢者ミネルとの盟約
賢者の遺志
4つ集めると女神像で賢者1人を強化することができる。
馬の手綱・くら、ひっぱりハーネス
馬に騎乗する際に使用する。また、ハーネスを取りつけることで物をけん引することが可能になる。

### ゾナウギア
今作から新しく追加された要素でかつてゾナウ族が作り出したテクノロジー群。日常の物から移動用まで様々なツールが存在し、一部のゾナウギアはバッテリーを消費することで稼働し、バッテリーが尽きると稼働停止する。消耗したバッテリーは手持ちのゾナウエネルギーを消費して徐々に補給する。また、ゾナウギア自体には耐久度が設定されており、大半の物は長く使用が可能だが、耐久度の消耗が激しい物や一定時間で消えてしまう物がある。
バッテリー稼働のゾナウギアは外部からの打撃や、スクラビルドで組み合わせた武器・盾の使用でオンオフが可能となっている。乗り物として組み上げた物は操縦桿を取りつけることで、対応するゾナウギアの制御が可能。
扇風機
起動すると風を起こすことができる（バッテリー使用）。
翼
空中を滑空することができる（時間制限あり、使い捨て）。
台車
扇風機などと共用して、地面を走行することができる。
熱気球
熱源があれば、上に飛んでいくことができる（高度制限あり、使い捨て）。
ロケット
起動するとその方向に強い力で飛んでいく。飛翔距離は短め（バッテリー使用、時間制限あり、使い捨て）。
タイマーバクダン
起動すると数秒後に爆発する。その爆発によって他のゾナウギアを起動可能（使い捨て）。
携帯鍋
一回きりだが、どこでも料理することができる（使い捨て）。
火龍の頭
起動するとその方向に炎を放出する（バッテリー使用）。
氷龍の頭
起動するとその方向に冷気を放出する（バッテリー使用）。
雷龍の頭
起動すると電気を纏う。水につけると放電する（バッテリー使用、時間制限あり、使い捨て）。
光線の頭
起動するとその方向に光線を発射する（バッテリー使用）。
放水柱
起動するとその方向に水を放出する（バッテリー使用）。
操縦桿
乗り物などに取り付けると、使われているゾナウギアを制御できる。
大きなタイヤ
強い力で、矢印の向きに回転する（バッテリー使用）。
小さなタイヤ
矢印の方へ走ることができる。山道など、凹凸がある道は不得意（バッテリー使用）。
ソリ
砂の上や草地の坂を滑り降りることができる。扇風機と操縦桿を取り付けることで、砂漠での移動手段にもなる。
スペアバッテリー
自分の持っているバッテリーより優先して減っていくバッテリー（時間制限あり、使い捨て）。
大容量バッテリー
基本的にはスペアバッテリーと同じだが、スペアバッテリーより使える時間がずっと長い（時間制限あり、使い捨て）。
バネ
起動すると、乗せているものを向いている方向へ強い力で飛ばす。
大砲
起動すると、一定の間隔で砲弾を発射する（バッテリー使用）。
おきあがりこぼし
起動すると、強い力で直立する（バッテリー使用）。
浮遊石
起動すると、落ちることなくその位置に浮遊する（バッテリー使用）。
ライト
起動すると、光を放つ（バッテリー使用）。
杭
ウルトラハンドで指定できない地形や、一部のオブジェクトなど様々な所に差し込むことができる。杭は刺し込んだ場所に固定され、壁などに差し込むことで足場やウルトラハンドで接着する土台として活用することもできる。
鏡
光を反射する。
追跡台車
起動すると、敵を感知して追跡する（バッテリー使用）。
ゴーレムの頭
起動すると、敵の方向を見続ける（バッテリー使用）。

### 武器・弓矢・盾
今作は前作の仕組みを基本的に継承しているが、ほとんどの武器が瘴気の影響で朽ちたことで弱体化しており、様々な素材をスクラビルドして使うことが必要となった。
マスターソード
通称退魔の剣。この剣はたとえ損傷しても時と共に自ら回復を果たし、また聖なる力を浴びせ続けるとそれまでよりも強く再生する。作中では、当初からリンクが所持しているものの、ガノンドロフの放った瘴気により刀身が朽ちてしまう。

## 舞台
本作の舞台は前作から数年後のハイラル王国であり、そのフィールドは前作から受け継いでいる。そして新たに空と地底が追加され、より立体的なフィールドとなった。

### 地上
基本的には前作と共通しているが、天変地異により新たに洞窟や地底へ通じる深穴などが各地に追加されている。また空島から多くの遺跡が各地に落下している他、デスマウンテンが沈静化したことでオルディン地方の溶岩の多くが消失し、ゲルドキャニオンには新たに川が流れて気候の変動も激しくなるなど各地に変化が見られる。
ハイラル城
ガノンドロフが起こした天変地異により二の丸付近から上層の本丸まで空島のごとく上空に浮かんでおり、本丸を中心に大部分が瘴気に覆われ魔物が蔓延っている。真下は巨大な深穴となっており、ガノンドロフが封印されていたゾナウ遺跡やガノンドロフが待ち構える地底深奥部へ続いている。またハイラル城そのものがガノンドロフの封印を強固とするための聖域であったことが地下の石碑に記されている。
監視砦
ハイラル平原の式典場跡地に建設された砦。プルアが総指揮をとり天変地異やゾナウ遺跡の調査、魔物の討伐などハイラル復興の拠点となっている。また式典場跡地の地下は避難壕となっており、兵士たちの休息所として機能している。
ヘブラ地方
ヘブラ山脈上空に出現した積乱雲とそこから吹き荒れる吹雪により大寒波に見舞われ広範囲が雪に覆われている。リトの村では寒波の影響で物資や食糧の調達ができなくなったため、村の大人たち総出で食糧の確保や寒波の調査が行われている。
オルディン地方
デスマウンテンの火山活動が沈静化したことや新たな街道の開通によりゴロン族以外でも来訪が容易になった。しかしおいし岩の蔓延によって大半のゴロン族の若者が怠惰な性格に豹変し、来訪者相手にたかりをする者まで現れたため、訪れる者が減少している。
ラネール地方
上空の空島から降り注ぐヘドロにより深刻な水質汚染が起きており、水棲種族であるゾーラ族に多数の健康被害を出している。
ゲルド地方
気候変動でゲルドキャニオンも砂漠のような極端な気候へと変わっている他、従来の街道が川となった関係で新たな街道が開通している。ゲルド砂漠では大規模な砂塵の発生とギブドの襲撃が問題となっており、その影響でゲルドの街は荒廃しゴーストタウンの様相となっている。ゲルド族は街の地下にある遺跡群に避難している。
ハテール地方
空島からの落下物が多く、カカリコ村には輪の形をした独特な遺跡群が落下したことからゾナウ調査隊が滞在している。また族長のパーヤによって遺跡を観光名所として宣伝することで多くの見物客が訪れるようになっている。ハテノ村ではデザイナーのサゴノが帰郷したことでファッションブームが起こっており、村には独創的なオブジェが多く設置され、それを目当てに多くの観光客が訪れるなど流行の発信地となっている。
フィローネ地方
フィローネ樹海ではドンゴと言われる新種の生物が発見され保護と研究が行われている。ウオトリー村は海賊の襲撃により魔物に占領され村民が各地に散り散りとなってしまっている。
アッカレ地方
イチカラ村にはエノキダ工務店の本店があり、住民が増えたことで前作よりもさらに発展している。また他の地方よりもゾナウギアが多く落下することから発掘と調査が行われている。

### 空
本作で新たに追加されたエリア。地上の上空に浮かぶ空島が点在している。地上にある鳥望台やゾナウギアなどで上昇し空島に行くことができる。雲よりもはるか上空にあるため天候は常時快晴となっており、また地域の特性上魔物が存在せず、空島独自の生物や植物が分布している。空島のほとんどは元々地上にあったがガノンドロフ封印後、いずれ復活するであろう魔王に対抗するリンクを助けるためゾナウ族の技術により空へと浮かべられた。
始まりの空島
物語冒頭で瘴気に侵され負傷したリンクが目覚めた場所。中央ハイラルの上空に位置する最も広大な空島となっており本作におけるチュートリアルのためのフィールドとなっている。北端には時の神殿があり、日の出と日没に鐘を鳴らしている。

### 地底
本作で新たに追加されたエリア。地上のはるか下に広がる瘴気に覆われた暗闇の世界で、地上と同等の広さを持つ。地上に開いた深穴から降下し入ることができる。一寸先も見えない暗闇が広がるため、アカリバナの種など、なにかしらの光源が必要となる。また地上で山となっている場所は地底では谷になっているなど、反転させたような地形が多い。ゾナウエネルギーの元となるゾナニウムが多く産出され、かつてはその採掘が行われていた。

## Nintendo Switch 2 Edition
『ゼルダの伝説 ティアーズ オブ ザ キングダム Nintendo Switch 2 Edition』は、Nintendo Switch 2用の追加要素を含むソフト。2025年6月5日に発売された。
すでにNintendo Switchソフトを所持している場合、Nintendo Switch Online + 追加パックに加入、または「アップグレードパス」を単体で購入することで対応が可能。
解像度やフレームレートの向上、HDRに対応、ローディング時間の短縮といったNintendo Switch 2の性能を生かした要素のほか、セーブデータが2つ作成可能となり、スマートフォン向けアプリ「Nintendo Switch App」からゲーム連携サービス「ZELDA NOTES」で便利な9つの機能を利用できる。

## 開発経緯
2019年6月12日に放送された『Nintendo Direct E3 2019』内の出展映像にて本作が開発されていることが明らかになった。約2年後の『Nintendo Direct E3 2021』内の映像にて発売が2022年内と発表された。しかし翌年の2022年3月29日、ゼルダの伝説シリーズ総合プロデューサーの青沼英二が発売を2023年春に変更したと発表した。
同年9月13日に公開された『Nintendo Direct 2022.9.13』にて公開された1stトレーラーが公開された。このトレーラにて、タイトルが 『ティアーズ オブ ザ キングダム』に決定し、2023年5月12日発売予定と発表された。9月に正式タイトルが発表されるまでは、タイトル名がネタバレになる可能性があったため任天堂公式からも『ゼルダの伝説 ブレス オブ ザ ワイルド 続編』の名称で呼ばれていた。
2023年2月9日の「Nintendo Direct 2023.2.9」にて、本作の2ndトレーラーが発表された。同時に、ソフトの予約が開始され、コレクターズエディション版の存在と、主人公リンクの新amiiboも発表された。また、他のamiiboの読み込みによる新要素が発表された。
しかし、同年2月19日ごろ、Redditにて本作のコレクターズエディション版に同梱されているアートブックの画像、約200枚が大量にリークされるという事件が発生した。翌20日にはDiscordにおいてもリークされた。これについて、任天堂（Nintendo of America)は同月21日、Discordに向けて、リーク者の個人情報開示を促すDMCAを通知した。同年4月4日には、 DMCA召喚状をカリフォルニア州北部地区連邦地方裁判所に提出した。
同年3月28日、本作のプロデューサーである青沼英二本人によるプレイ映像が公開された。本ムービーでは、前作でも舞台となったハイラルの大地に加え、空中に存在する「空島」のマップについてや、新たな敵NPC、一新されたゲームシステムなどの一部が公開された。また、動画の最後では「Nintendo switch（有機ELモデル） ゼルダの伝説　ティアーズ オブ ザ キングダムエディション」の存在に加え、Proコントローラーやキャリングケースについても販売されることが報じられた。同年4月13日、本作の最後の告知PVとなる3rdトレーラーが公開された。本PVでは多数のカットーシーンやプレイ映像が公開されたほか、ガノンドロフを始めとする新キャラクター、集団戦や新ガジェットによるプレイなどが披露された。
タイトルの「Tears of the Kingdom」を翻訳すると「王国の涙」となる。「Tear」には「ティアー」と発音する「涙」の意味を持つ単語と、「テアー」と発音する「裂け目」などを意味する単語があり、最初の発表時には画面上に文字で表示されただけで発音が不明であったため、「王国の裂け目」である可能性があった。日本国外メディアが問い合わせたところ、泣く方の意味であると任天堂が回答した。

## 評価・反響
Metacriticで96の評価。IGNで、コミュニティーレビュー9.8の評価を得た。ファミ通のクロスレビューで40点満点を獲得した（前作も満点を獲得している）。
本作でのコログの台詞「もう疲れちゃって 全然動けなくてェ…」はインターネット・ミーム化し、本作と関わりのないゲーム企業がミームにあやかった投稿をしたこともあった。この台詞は2023年11月21日にイー・ガーディアンから発表された「SNS流行語大賞2023」の30ワードのノミネートに含まれた。同年12月13日発表の「ネット流行語100 2023」では、「もう疲れちゃって 全然動けなくてェ」がトップ20単語賞の9位に選出され、「ゼルダの伝説 ティアーズ オブ ザ キングダム」は17位に選出されている。
米東部メリーランド州のメリーランド大学は2023年秋に始まった学期から、本作を工学部の授業で活用していると発表した。この授業を担当するライアン・ソチョル准教授は「このゲームは、学生が機械設計の能力を磨くのに役立つユニークな手段を提供していると感じた」と語った。

### 受賞
- Golden Joystick Awards 2022 - Most Wanted Game[31]
- The Game Awards 2022 - Most Anticipated[32]
- ファミ通・電撃ゲームアワード2022 - 2023年期待のタイトル部門
- ファミ通・電撃ゲームアワード2023 - Game of The Year・MVC 〜Most Valuable Creator〜（スタッフが対象）・アクションアドベンチャー部門[33]
- SNS流行語大賞2023 - ゲーム部門 1位[34]
- Yahoo!検索大賞2023 - ゲーム部門 1位[35]
- 価格.comプロダクトアワード2023 - ゲーム部門 大賞[36]
- ネット流行語100 2023 - トップ20単語賞（17位）[29]
- 日本ゲーム大賞2024 - 年間作品部門 大賞・ベストセールス賞[37]